# Francesc Sureda i Blanes
Francesc Sureda i Blanes (Artà, Mallorca 1888 - Palma, 1955) fou un escriptor i lul·lista mallorquí. Germà de Miquel Sureda i Blanes i Josep Sureda i Blanes, oncle de Josep-Francesc Sureda i Blanes i cosí germà de Pedro Blanes Viale.

## Biografia
Estudià filosofia i teologia a Roma, i fou ordenat sacerdot el 1912. Fundà la Confederació Esportiva Catòlica Mallorquina, iniciadora de l'escoltisme a les Illes Balears, i fou professor durant cinc anys al seminari de Mallorca. Més endavant ensenyà a Santander, a Múrcia i a altres indrets.
El 1918 ingressà al cos sacerdotal castrense, on ocuparia càrrecs importants. Destinat a l'exèrcit d'Àfrica, es dedicà durant uns quants anys a l'exploració arqueològica i folklòrica del Marroc, cosa que li donà matèria per a diverses publicacions. El 1930 estudià dret a la Universitat de València i actuà d'advocat davant el Tribunal de la Rota. El 1935 fundà la Schola Libera Lullismi, que el 1942 adoptà el nom de Maioricensis Schola Lullistica, de la qual fou el primer rector.
Durant la guerra civil espanyola actuà com a vicari general castrense de Mallorca, tot i que poc abans havia signat la resposta als catalans dels intel·lectuals mallorquins. Després de la guerra, fundà la revista lul·liana Studia Monographica et Recensiones.

## Obres
- Las florecillas de San Francisco (traducció)
- K'sar-el-K'bir. tradiciones y fantasías (1920)
- El-Araix, huellas protohistóricas del Magreb (1920)
- Atrio de Moreria : primer libro de baladas deleitosamente fruidas en Tierra de Moros (1924)
- Abyla herculana : introducción al estudio de la etnología berberisca y al de la historia de Ceuta (1925)
- De com Ícarus perdé les ales (1932) novel·la
- El Beato Ramón Lull : Raimundo Lulio : su época, su vida, sus obras, sus empresas (1934)
- Bases criteriológicas del pensamiento luliano (1935)
- Contribución al movimiento lulista en nuestra patria : ensayo de bibliobiografía luliana (1944)
- Trilogia del sentiment (1947), poesia